# Baía de São Francisco
A Baía de São Francisco (em inglês:  San Francisco Bay) é um estuário raso e fértil que drena cerca de 40% dos cursos de água da Califórnia, que, fluindo através do rio Sacramento e do rio San Joaquin a partir das montanhas da Sierra Nevada, entram no oceano Pacífico. Tecnicamente, ambos os rios desaguam na baía de Suisun, a qual desagua no estreito de Carquinez para se unir ao rio Napa na entrada da baía de São Paulo, a qual conecta-se em sua extremidade sul à Baía de São Francisco, embora todo o grupo de baías interligadas seja muitas vezes citado como "Baía de São Francisco".
A Baía de São Francisco está situada na Califórnia, Estados Unidos, cercada por uma região contígua conhecida por Área da Baía de São Francisco, a qual é dominada por grandes cidades como São Francisco, Oakland e São José. Possui cerca de 30 metros de profundidade.
O estreito que drena a Baía de São Francisco para o Pacífico designa-se por Golden Gate.

## Transporte
A Baía de São Francisco é utilizada como transporte desde antes da chegada dos europeus, já que os indígenas utilizavam canos e pequenos barcos para pescar nas margens da baía. A era das grandes embarcações comunicou a região da baía com o resto do mundo, servindo como entreposto e porto de embarcações comerciais. Vários estaleiros foram estabelecidos em torno da baía.

### Rodoviário
A Baía de São Francisco é atravessada por cinco pontes:
- Golden Gate Bridge;
- Ponte Richmond-San Rafael;
- Ponte de San Mateo;
- Dumbarton Bridge;
- San Francisco – Oakland Bay Bridge.

### Marítimo
A Baía continua também a servir como um importante porto marítimo internacional, servido pelo Porto de Oakland, e duas pequenas instalações em Richmond e São Francisco. A baía possui muitos estaleiros para barcas.

### Aéreo
Os seguintes aeroportos estão instalados nas margens da baía de São Francisco:
- Aeroporto Internacional de São Francisco, o maior da região e segundo maior da Califórnia;
- Aeroporto Internacional de Oakland, o segundo maior da região com voos de baixo custo;
- Aeroporto Internacional de São José, um pequeno núcleo da American Airlines;
- Aeroporto Charles M. Schulz, que serve a região de Santa Rosa.